# Tanjunganom (Gabus)
Tanjunganom is een bestuurslaag in het regentschap Pati van de provincie Midden-Java, Indonesië. Tanjunganom telt 4800 inwoners (volkstelling 2010).